# Blue Car – Poesie des Sommers
Blue Car – Poesie des Sommers (Originaltitel: Blue Car) ist ein US-amerikanisches Filmdrama aus dem Jahr 2002. Regie führte Karen Moncrieff, die auch das Drehbuch schrieb.

## Vollständige Handlung
Der Vater der 18-jährigen Megan Denning verlässt die Familie. Seine Unterhaltszahlungen bleiben häufig aus, was Megans Mutter in finanzielle Schwierigkeiten bringt. Megans jüngere Schwester Lily ist mental unausgeglichen; sie hungert in der Hoffnung, ein Engel zu werden. Lily wird in ein Krankenhaus eingeliefert, wo sie aus einem Fenster springt und zu fliegen versucht. Dabei stirbt sie.
Megan freundet sich mit ihrem Englischlehrer an, der einen Roman schreibt. Er überredet sie, an einem Wettbewerb der jungen Dichter teilzunehmen. Megan schläft mit dem Lehrer, der sie jedoch später enttäuscht. Am Ende zieht sie zu ihrem Vater.

## Kritiken
Das Lexikon des internationalen Films schrieb, der Film sei ein „einfühlsames, gefühlvoll gespieltes Drama um Adoleszenz, Einsamkeit und Selbstfindung“. Er sei „effektvoll inszeniert“ und beinhalte „gut entwickelte Charaktere“. Bruckner spiele die Hauptrolle „eindringlich zwischen Hilflosigkeit und Verletzbarkeit“.
Kenneth Turan schrieb in der Los Angeles Times vom 2. Mai 2003, der Film habe einige Schwächen wie die schematische Handlung, die „melodramatische Wendungen“ beinhalte. Er sei trotzdem ein „intimes, besinnliches Drama“ mit „unvergesslichen Darstellungen“.

## Auszeichnungen
Karen Moncrieff erhielt im Jahr 2002 einen Preis des Woodstock Film Festivals und wurde für den Grand Prix des Amériques des World Film Festivals sowie für seinen Sonderpreis des Festival des amerikanischen Films in Deauville nominiert. Agnes Bruckner als Hauptdarstellerin und Karen Moncrieff als Drehbuchautorin wurden im Jahr 2004 für den Independent Spirit Award nominiert.

## Hintergründe
Der Film wurde in Dayton (Ohio), in Fairborn (Ohio) und in Yellow Springs (Ohio) gedreht. Seine Produktionskosten betrugen schätzungsweise eine Million US-Dollar. Die Weltpremiere fand am 11. Januar 2002 auf dem Sundance Film Festival statt, dem zahlreiche weitere Filmfestivals folgten, unter anderen am 10. September 2002 das Toronto International Film Festival. Am 25. April 2003 kam der Film in ausgewählte Kinos der USA, in denen er ca. 464 Tsd. US-Dollar einspielte.